# Vie sauvage (film)
Pour les articles homonymes, voir Vie sauvage (homonymie).
Pour plus de détails, voir Fiche technique et Distribution.
Vie sauvage est un film dramatique franco-belge réalisé par Cédric Kahn, sorti en 2014.

## Synopsis
L'histoire s'inspire de l'affaire Xavier Fortin où, après une séparation douloureuse avec sa compagne, un père de famille se cache pendant onze ans avec ses deux fils. Ils mènent ensemble une vie de marginaux, proche de la nature et refusant les structures sociales habituelles. Le père est finalement arrêté et condamné pour avoir enlevé les enfants à leur mère. Le réalisateur évite cependant de prendre parti,.

## Fiche technique
- Titre : Vie sauvage
- Réalisation : Cédric Kahn
- Scénario : Nathalie Najem et Cédric Kahn, d'après l'œuvre de Laurence Vidal, Okwari Fortin, Shahi'Yena Fortin et Xavier Fortin
- Montage : Simon Jacquet
- Musique : Mathias Duplessy
- Photographie : Yves Cape
- Producteur : Kristina Larsen
  - Coproducteur : Jean-Pierre Dardenne, Luc Dardenne et Delphine Tomson
- Production : Les Films du Lendemain
  - Coproduction : Les Films du Fleuve, France 2 Cinéma et Belgacom TV
  - Association : SOFICA SofiTVciné 1
- Distribution : Le Pacte
- Pays d’origine :  France
- Langue originale : français
- Format : couleur - 2,35:1 - son Dolby numérique
- Genre : drame
- Durée : 106 minutes
- Dates de sortie : 
  - France , Belgique : 29 octobre 2014

## Distribution
- Mathieu Kassovitz : Philippe « Paco » Fournier
- Céline Sallette : Nora
- David Gastou : Tsali (à 9 ans)
- Sofiane Neveu : Okyesa (à 8 ans)
- Romain Depret : Tsali (adolescent)
- Jules Ritmanic : Okyesa (adolescent)
- Jenna Thiam : Céline
- Tara-Jay Bangalter : Thomas (à 11 ans)
- Brigitte Sy : Geneviève, la sœur de Philippe
- Émilia Dérou-Bernal : la voisine Normande
- Ali Marhyar

## Développement
Xavier Fortin, le père, et ses deux fils, Okwari et Shahi'Yena Fortin, sont à l'origine du livre Hors système sur lequel se fonde le scénario du film. Le tournage du film eut lieu dans les départements de Lozère, de l'Hérault, des Pyrénées-Orientales ainsi que dans l'Aude, notamment à Carcassonne et dans le quartier de la gare de Bram,,.

Scènes du film tournées à Bram
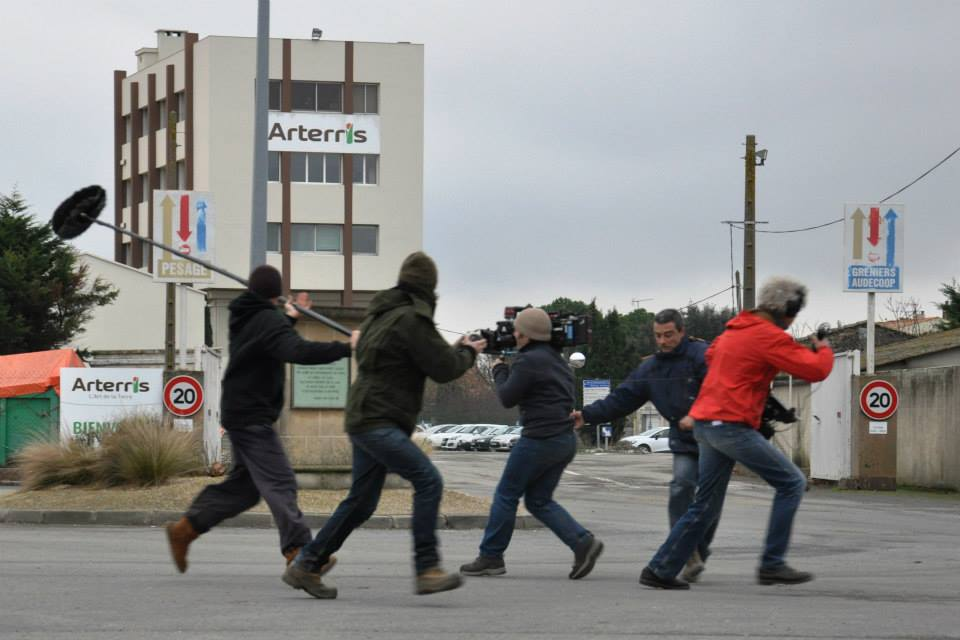
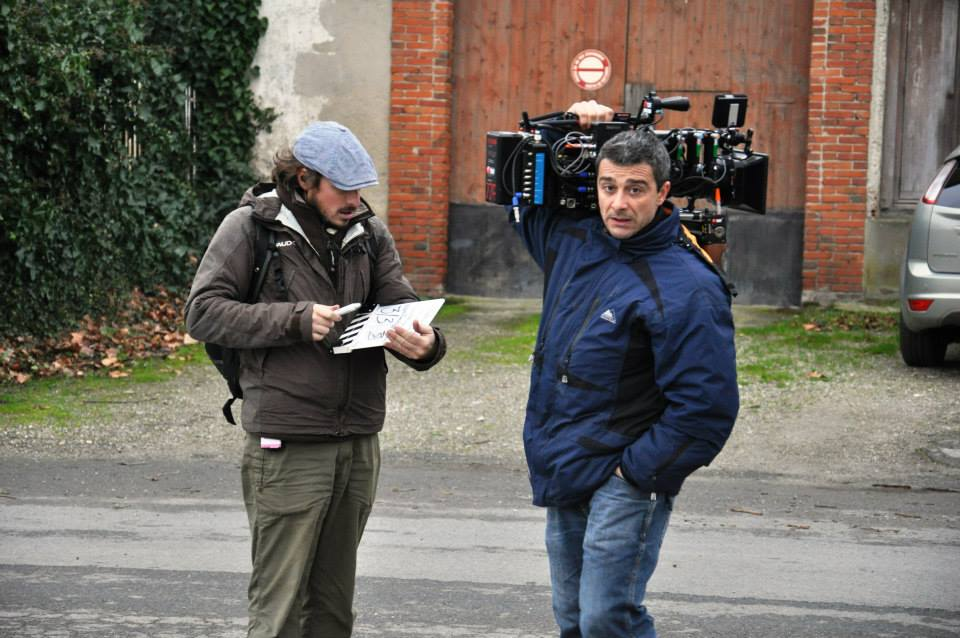
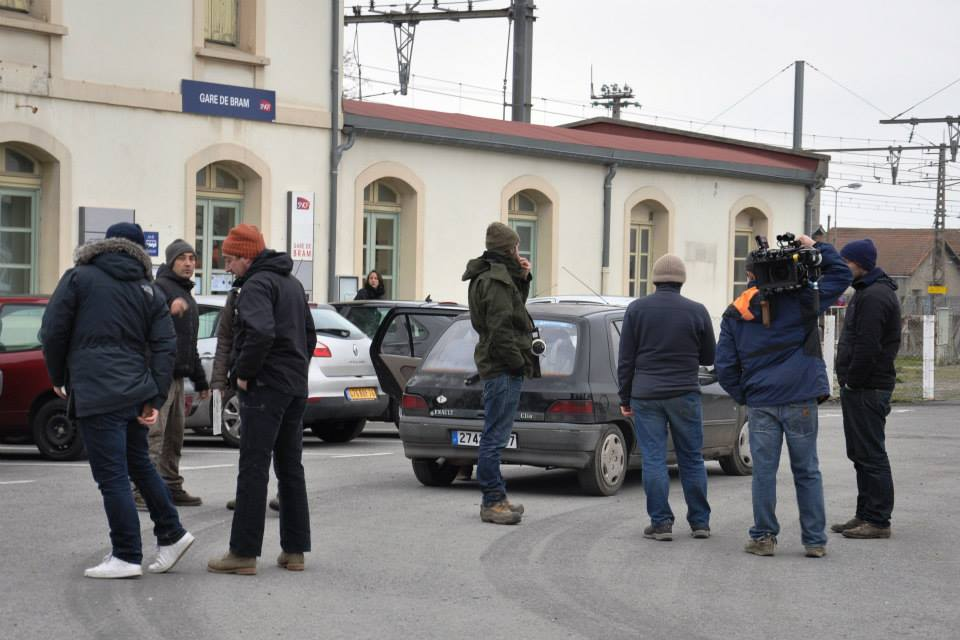
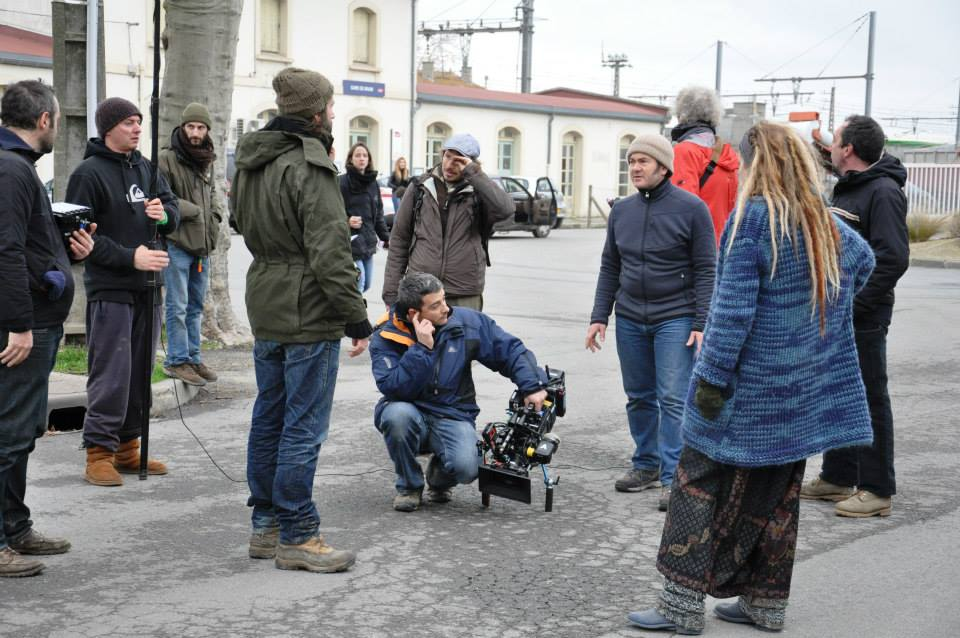

## Distinctions
- Festival international du film de Saint-Sébastien 2014 : Prix spécial du jury